# 沙特内
沙特内（法語：Chatenet，法語發音：[ʃatnɛ]）是法国滨海夏朗德省的一个市镇，位于该省东南部，属于容扎克区。

## 地理
沙特内（45°17'53"N, 0°17'28"W）面积9.64 平方千米，位于法国新阿基坦大区滨海夏朗德省，该省份为法国西部滨海省份，北起旺代省，西临大西洋，南至吉倫特省，东南接多爾多涅省，东北接德塞夫勒省接壤，东临夏朗德省。
与沙特内接壤的市镇（或旧市镇、城区）包括：尚蒂亚克、舍旺索、勒潘、波利尼亚克、普亚克、圣科隆布、苏穆兰。

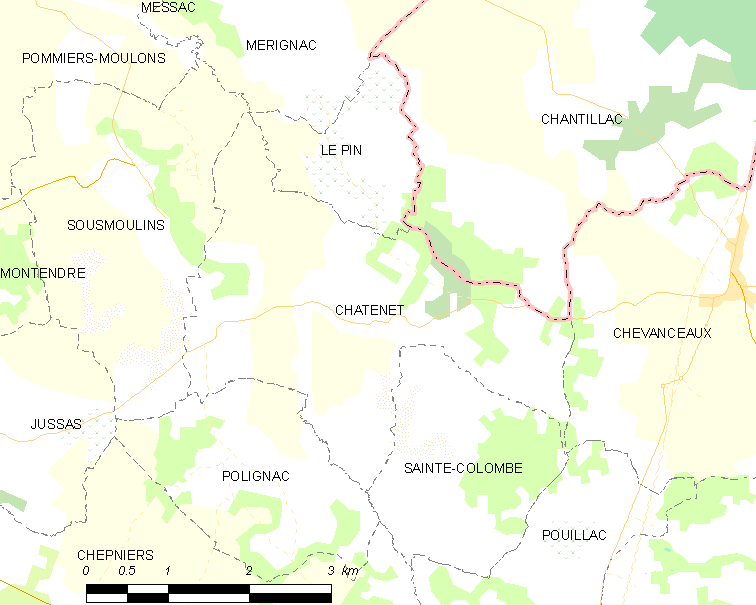
沙特内的OSM定位图

沙特内的时区为UTC+01:00、UTC+02:00（夏令时）。

## 行政
沙特内的邮政编码为17210，INSEE市镇编码为17095。

## 政治
沙特内所属的省级选区为三山县。

## 人口

1962-2008年间沙特内人口变化图示

沙特内于2022年1月1日时的人口数量为217人。